# Larisa Popova
Larisa Aleksandrova-Popova (n. 9 aprilie 1957, Tiraspol, RSS Moldovenească, URSS) este o canotoare din Republica Moldova, medaliată cu aur la Moscova 1980.

## Biografie
Larisa Aleksandrova-Popova s-a născut la data de 9 aprilie 1957 în orașul Tiraspol. A fost o multiplă campioană de canotaj a RSS Moldovenească, a fostei URSS și mondială. A primit titlul de maestru al sportului la canotaj.
A făcut parte din echipa de canotaj 4+1 vâsle a URSS, alături de Anna Kondrașina, Mira Briunina, Galina Ermolaeva și Nadejda Cernișova, care a obținut medalia de argint la Montreal 1976. În 1977 Popova a devenit mamă.
La Moscova 1980, ea a făcut parte, împreună cu bielorusa Elena Hlopțeva, din echipajul de canotaj schif două vâsle al URSS care a obținut medalia de aur. Larisa Popova a devenit prima reprezentantă a actualei Republici Moldova care a cucerit titlul de campioană olimpică. În anii 1981, 1982 și 1983 a cucerit titlul de campioană mondială.
În prezent, Larisa Popova este membră a Executivului Comitetului Național Olimpic al Republicii Moldova.

## Premii
Pe 21 martie 2003, Comitetul Internațional Olimpic i-a atribuit trofeul “Femeile și Sportul”, oferit drept recunoștință pentru realizările și contribuțiile deosebite în vederea dezvoltării, încurajării și întăririi participării femeilor și fetelor în activitățile sportive.
La 23 august 2017 a primit  Premiul Național al Republicii Moldova pentru întreaga activitate sportivă și promovarea mișcării olimpice.